# Paul T. Lester
Paul T. Lester (Ludlow (Kentucky), 31 mei 1920 - Indiana, 2 oktober 1975) was een Amerikaanse soldaat der eerste klasse. Hij werd op 8 oktober 1945 bij Koninklijk Besluit door koningin Wilhelmina benoemd tot Ridder in de Militaire Willems-Orde.
Paul T. Lester was een van de manschappen van de U.S. 82nd Airborne Division, een luchtlandingseenheid die tijdens Operatie Market Garden met zweefvliegtuigen afdaalde.
Tijdens de gevechten van de 82ste Airborne Division in het gebied van Nijmegen in de periode van 17 september tot 4 oktober 1944 heeft Paul T.Lester, zo vermeldt het Koninklijk Besluit, zich "Tijdens de gevechten van de 82ste Airborne Division in het gebied van Nijmegen in de periode van 17 september tot 4 oktober 1944 onderscheiden door het bedrijven van uitstekende daden van moed, beleid en trouw. Daarbij herhaaldelijk blijk gegeven van buitengewone plichtsbetrachting en groot doorzettingsvermogen, en in alle opzichten een zeer loffelijk voorbeeld, een inspiratie geweest voor allen in die roemvolle dagen".

## Onderscheidingen
- Ridder der vierde klasse in de Militaire Willems-Orde op 8 oktober 1945[1]
- Silver Star op 30 november 1944[2]

Charles Billingslea · Robert C. Blankenship · Charles King Boyd · Julian Aaron Cook · Daniel Frank Elam · Edward Simons Fulmer · Wesley Harris · Glenn Jonas · William Kero · Harry William Osborn Kinnard · Paul Lester · Joseph Myers · Herbert Edgar Schulman · Maxwell D. Taylor · Dewitt S. Terry · Reuben Henry III Tucker · Waverly W. Wray